# Сериков, Владимир Николаевич
Влади́мир Никола́евич Се́риков (род. 30 марта 1941) — советский и российский деятель госбезопасности, военный педагог, полковник КГБ СССР / ФСБ РФ. Начальник Специальной кафедры ЦИПК МСМ СССР (1988—1992). Один из организаторов и первый директор МСУЦ Минатома РФ (1992—2002)

## Биография
Родился 30 марта 1941 года в селе Архангельское Ставропольского края.
В 1960 году после окончания Харьковского авиационного института был принят на службу в КГБ СССР в качестве оперативного сотрудника. До 1973 года обучался в Высшей школе КГБ СССР им. Ф. Э. Дзержинского.
С 1973 года переведён в действующий резерв КГБ СССР и прикомандирован к министерству среднего машиностроения СССР. С 1974 года заместитель начальника а с 1976 года был назначен начальником Аналитического отдела Службы режима и безопасности Приборостроительного завода МСМ СССР в городе Златоуст-36. С 1978 года организатор и первый руководитель Специального научно-технического отдела ПСЗ МСМ СССР.
С 1979 года назначался преподавателем, старшим преподавателем, с 1984 года начальником УЦ ПДИТСР, с 1988 года заместителем начальника и начальником Специальной кафедры ЦИПК МСМ СССР.
С 1992 года был одним из организаторов и первым директором Межотраслевого специального учебного центра Минатома РФ. С 2002 года в отставке, назначен старшим преподавателем и научным консультантом этого центра.

## Награды
- Орден Знак Почета
- Почётный сотрудник госбезопасности;

## Труды
- В. Н. Сериков: «К вопросу о тайнах государственных и не государственных». Журнал «Право и Безопасность», С. 122—126, 2011 г.